# Nicolas Bommertz
Nicolas Etienne Bommertz (* 19. August 1901 in Differdingen; † 26. Juli 1980 in Petingen) war ein luxemburgischer Fußballspieler.

## Leben
Bommertz arbeitete als Hüttenbeamter. Am 21. September 1927 heiratete er Johanna Hahn, mit der er die Kinder Fernand Nicolas Michel und Charlotte hat. Er starb am 26. Juli 1980 und wurde eingeäschert. Bommertz war der Bruder von Antoine Bommertz und Pierre Bommertz.

## Karriere
Der Heimatverein von Bommertz war Red Boys Differdingen, für den er von 1924 bis 1925 als Mittelfeldspieler aktiv war. Am 5. Oktober 1924 stand er beim Freundschaftsspiel der luxemburgischen Fußballnationalmannschaft gegen die belgische B-Auswahl, das mit 1:4 verloren ging, in der Startelf. Es blieb sein einziges Länderspiel.